# Erich Thilo
Erich Rudolf Julius Thilo (Nuevo Brandeburgo, 27 de agosto de 1898-Berlín Este, 25 de junio de 1977) fue un químico alemán.

## Vida y trabajo
Estudió química en la Universidad Humboldt de Berlín y se doctoró con un trabajo sobre el dimetilglioximato de níquel y sus derivados. Después de trabajar como profesor privado en la universidad de Berlín, fue nombrado profesor asociado de química inorgánica. En 1943 consiguió una cátedra de química inorgánica en la Universidad de Graz. En 1946 regresó a Berlín y en 1967 la Universidad Humboldt le nombró profesor emérito. Además fue director del instituto de química inorgánica de la Deutsche Akademie der Wissenschaften («Academia Alemana de las Ciencias») entre 1950 y 1967. También fue elegido presidente de la Chemische Gesellschaft der DDR («Sociedad Química de la RDA»), el primero de su historia. 
Trabajó principalmente con altos polímeros de silicatos. En 1961 recibió el Premio Nacional de la RDA por sus investigaciones.

## Escritos (selección)
- Anorganische Chemie in Frage und Antwort (1948)
- Vorlesungen über allgemeine und anorganische Experimentalchemie (1955)

## Premios y reconocimientos
- 1949 Ordentliches Mitglied der Deutschen Akademie der Wissenschaften zu Berlin
- 1954 Vaterländischer Verdienstorden (plata)
- 1956 Miembro de Leopoldina
- 1956 Medalla Clemens Winkler de la Chemischen Gesellschaft der DDR
- 1959 Orden Bandera del Trabajo
- 1961 Premio Nacional de la RDA
- 1967 Medalla Liebig
- 1973 Hervorragender Wissenschaftler des Volkes

Una calle en Berlín lleva su nombre, Erich-Thilo-Straße.